# Занкт-Зебастіян
Занкт-Зебастіян (нім. Sankt Sebastian) — громада в Німеччині, розташована в землі Рейнланд-Пфальц. Входить до складу району Маєн-Кобленц. Складова частина об'єднання громад Вайсентурм.
Площа — 2,88 км2. Населення становить 2647 ос. (станом на 31 грудня 2020).

## Галерея

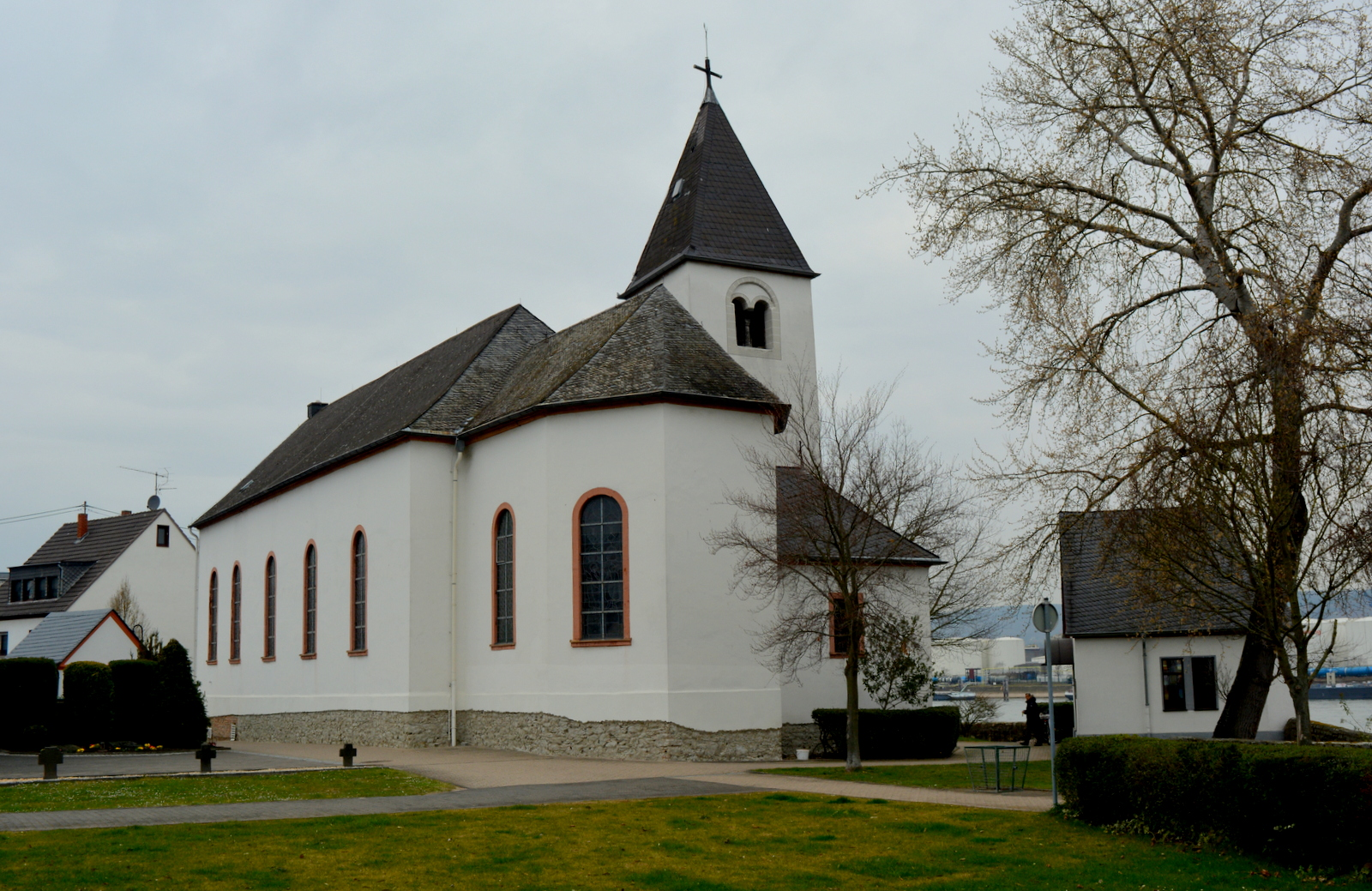